# 瑟尔佐夫-罗明纳兹事件
左翼-右翼集团（romanized: levo-pravyy blok）是全联盟共产党（布尔什维克）内部的一个反对约瑟夫·斯大林推行的强制集体化政策的团体，存在于1930年7月—12月。维萨里昂·罗明纳兹和谢尔盖·瑟尔佐夫被认为是该团体的领导人。该团体的名称来源于苏联官方对它的指控，认为它是由两个团体合并而成：一个被指控为“右倾机会主义”，据称由瑟尔佐夫领导；另一个被指控为“左倾主义”和“半托洛茨基主义”，据称由罗明纳兹领导。1930年11月3日，瑟尔佐夫被免去俄罗斯社会主义联邦苏维埃共和国人民委员会主席职务。1930年12月1日，联共（布）中央委员会和中央监察委员会作出联合决议，将瑟尔佐夫和罗明纳兹被开除出中央委员会，将拉扎尔·沙茨金开除出中央监察委员会。在西方文献中，这一事件被称为“瑟尔佐夫-罗明纳兹事件”。1932年，原左翼-右翼集团的部分成员加入由列夫·托洛茨基的支持者和其他反斯大林政治人物组成的地下反对派团体“苏维埃反对派集团”。